# Rajdowy Puchar Pokoju i Przyjaźni 1986
Rajdowy Puchar Pokoju i Przyjaźni 1986 kolejny sezon serii rajdowej Rajdowego Pucharu Pokoju i Przyjaźni (CoPaF) rozgrywanej w krajach socjalistycznych w roku 1986. Sezon ten składał się z siedmiu rajdów i rozpoczął się 14 lutego, a zakończył 11 października, indywidualnie najlepszym zawodnikiem był kierowca Związku Radzieckiego Vallo Soots, drużynowo wygrała również ekipa ZSRR.

## Kalendarz[1]
| Runda | Data              | Nazwa rajdu           | Baza rajdu  | Nawierzchnia | Zwycięzca              | Wyniki |
| ----- | ----------------- | --------------------- | ----------- | ------------ | ---------------------- | ------ |
| 1     | 14-16 lutego      | Rajd Sojuz 1986       | Tallinn     | Mieszana     | Jiří Urban             | Wyniki |
| 2     | 18-19 kwietnia    | 13. Rajd Mogürt-Salgó | Salgotarjan | Szuter       | Eugenijus Tumalevičius | Wyniki |
| 3     | 10-11 maja        | 17. Rajd Złote Piaski | Albena      | Mieszana     | Marian Bublewicz       | Wyniki |
| 4     | 13-14 czerwca     | 21. Rajd Dunaju       | Sibiu       | Szuter       | Nikolay Bolshikh       | Wyniki |
| 5     | 4-6 lipca         | 43. Rajd Polski       | Wrocław     | Asfalt       | Janusz Szerla          | Wyniki |
| 6     | 11-13 września    | 18. Rajd Tatr         | Poprad      | Mieszana     | Jiří Sedlář            | Wyniki |
| 7     | 9-11 października | 30. Rajd Sachsenring  | Zwickau     | Asfalt       | Eugenijus Tumalevičius | Wyniki |

1. ↑  Zwycięzcą klasyfikacji generalnej 17. Rajdu Złote Piaski był Hiszpan Beny Fernández, Marian Bublewicz w klasyfikacji generalnej zajął czwarte miejsce, a wygrał klasyfikację CoPaF
2. ↑  Zwycięzcą klasyfikacji generalnej 43. Rajdu Polski był Jugosłowianin Branislav Küzmič, Janusz Szerla w klasyfikacji generalnej zajął trzecie miejsce, a wygrał klasyfikację CoPaF
3. ↑  Zwycięzcą klasyfikacji generalnej 18. Rajdu Tatr był Niemiec Rolf Petersen, Jiří Sedlář w klasyfikacji generalnej zajął drugie miejsce, a wygrał klasyfikację CoPaF

## Klasyfikacja kierowców[1]
Tabela przedstawia tylko pierwszą dziesiątkę zawodników.  
| Miejsce | Kierowca               | SOJ | MOG | ZŁO | DUN | POL | TAT | SAC | Pkt |
| ------- | ---------------------- | --- | --- | --- | --- | --- | --- | --- | --- |
| 1       | Vallo Soots            | 3   | 2   | 3   | 2   | 4   | -   | NU  | 111 |
| 2       | Eugenijus Tumalevičius | 17  | 1   | NU  | NU  | 2   | -   | 1   | 89  |
| 3       | Pavel Janeba           | -   | 5   | 10  | 4   | 3   | NU  | 3   | 89  |
| 4       | Jan Trajbold st.       | -   | 0   | 4   | 9   | 5   | 3   | 6   | 84  |
| 5       | Marian Bublewicz       | 4   | NU  | 1   | NU  | NU  | -   | 2   | 74  |
| 6       | Slavcho Hristov        | 33  | 3   | 2   | 3   | NU  | -   | -   | 67  |
| 7       | Georgi Petrow          | 29  | NU  | NU  | 5   | 8   | 8   | 7   | 59  |
| 8       | Jānis Lavrinovich      | 7   | 9   | -   | 8   | -   | 7   | NU  | 53  |
| 9       | Raido Rüütel           | 8   | -   | -   | NU  | 7   | 2   | -   | 52  |
| 10      | Nikolai Nikolov        | -   | 4   | -   | -   | 10  | 13  | 10  | 49  |

| Kolor     | Opis                   |
| --------- | ---------------------- |
| Złoty     | Zwycięzca              |
| Srebrny   | 2. miejsce             |
| Brązowy   | 3. miejsce             |
| Zielony   | Punktowane miejsce     |
| Niebieski | Ukończył nie punktował |
| Fioletowy | Nie ukończył NU        |
| Czarny    | Wykluczony X           |
| Biały     | Nie wystartował NW     |
| Puste     | Nie brał udziału       |

## Klasyfikacja zespołowa[2][3]
| Miejsce | Zespół  | Punkty |
| ------- | ------- | ------ |
| 1       | ZSRR    |        |
| 2       |         |        |
| 3       |         |        |
| 4       |         |        |
| 5       | Polska  |        |
| 6       | Rumunia |        |
| 7       | Węgry   |        |